# Страсбург (округ)
Округ Страсбург (фр. Arrondissement de Strasbourg) — округ у Франції, в департаменті Нижній Рейн. 2023 року округ об'єднував 33 муніципалітети, населення становило 511 552 особи.
Адміністративний центр (супрефектура) — Страсбург.

## Муніципалітети
Список муніципалітетів округу та їхні коди INSEE:
1. Ангенбітен
2. Ашенайм
3. Бішайм
4. Блесайм
5. Брешвікерсайм
6. Венденайм
7. Вольфісгайм
8. Гайспольсайм
9. Екбольсайм
10. Екверсайм
11. Енцайм
12. Ешо
13. Ількірш-Граффенстаден
14. Кольбсайм
15. Ла-Ванцено
16. Лампертайм
17. Ленгольсайм
18. Ліпсайм
19. Міттелосберген
20. Мюндольсайм
21. Нідеросберген
22. Оберосберген
23. Обершеффольсайм
24. Оенайм
25. Ольцайм
26. Оствальд
27. Остоффен
28. Плобсайм
29. Рейшстет
30. Страсбург
31. Суффельвеєрсайм
32. Фегерсайм
33. Шильтігайм